# Forth (fleuve)
Pour les articles homonymes, voir Forth.
Le Forth est un des principaux fleuves d'Écosse. Long de 47 km, il prend sa source au loch Ard dans le Parc national des Trossachs et du Loch Lomond, à l'ouest de Stirling. Il coule ensuite vers l'est à travers la ville de Stirling. À partir de Stirling, le fleuve s'élargit et commence à subir l'influence de la marée. C'est d'ailleurs à cet endroit que se situe le dernier passage à gué. Il continue ensuite toujours plus à l'est, jusqu'à Kincardine où commence alors le Firth of Forth (estuaire du Forth) au bord duquel se trouve Édimbourg.
Le fleuve est traversé par un pont ferroviaire, le pont du Forth.

## Navigation
À l'époque médiévale, le Forth était navigable au moins jusqu'à Stirling, mais l'ensablement et la taille plus importante des navires font que la navigation au-delà de Kincardine est rare de nos jours.